# Euryarthrum bifasciatum
Euryarthrum bifasciatum är en skalbaggsart som först beskrevs av Francis Polkinghorne Pascoe 1857.  Euryarthrum bifasciatum ingår i släktet Euryarthrum och familjen långhorningar. Inga underarter finns listade i Catalogue of Life.